# Přebor republiky 1953
L'edizione 1953 del campionato cecoslovacco di calcio vide la vittoria finale dell'ÚDA Praga.
Capocannoniere del torneo fu Josef Majer del Baník Kladno con 13 reti.

## Classifica finale
|    | Classifica             | G  | V  | N | P  | GF | GS | DR  | Pti |
| -- | ---------------------- | -- | -- | - | -- | -- | -- | --- | --- |
| 1  | ÚDA Praga              | 13 | 10 | 2 | 1  | 41 | 12 | +29 | 22  |
| 2  | Spartak Praga Sokolovo | 13 | 9  | 1 | 3  | 26 | 18 | +8  | 19  |
| 3  | CH Bratislava          | 13 | 8  | 2 | 3  | 24 | 14 | +10 | 18  |
| 4  | Křídla vlasti Olomouc  | 13 | 7  | 3 | 3  | 17 | 7  | +10 | 17  |
| 5  | Baník Kladno           | 13 | 7  | 2 | 4  | 36 | 22 | +14 | 16  |
| 6  | Tatran Prešov          | 13 | 6  | 3 | 4  | 26 | 23 | +3  | 15  |
| 7  | Tankista Praha         | 13 | 6  | 2 | 5  | 32 | 25 | +7  | 14  |
| 8  | Dynamo Praga           | 13 | 6  | 2 | 5  | 22 | 22 | 0   | 14  |
| 9  | Slovan ÚNV Bratislava  | 13 | 5  | 3 | 5  | 26 | 21 | +5  | 13  |
| 10 | Baník Ostrava          | 13 | 4  | 2 | 7  | 15 | 25 | -10 | 10  |
| 11 | Slavoj Liberec         | 13 | 3  | 1 | 9  | 19 | 37 | -18 | 7   |
| 12 | Slavia Bratislava VS   | 13 | 2  | 2 | 9  | 17 | 30 | -13 | 6   |
| 13 | Botostroj I. Zlín      | 13 | 2  | 2 | 9  | 18 | 34 | -16 | 6   |
| 14 | Lokomotíva Košice      | 13 | 2  | 1 | 10 | 12 | 41 | -29 | 5   |

## Verdetti
- ÚDA Praha campione di Cecoslovacchia 1953.
- Jiskra Gottwaldov e Lokomotíva Košice retrocesse.